# Constance Yaï
Constance Yaï, de son nom complet Constance Toma'm Yaï  est une féministe, auteure et femme politique ivoirienne. Elle fonde l'Association Ivoirienne des Droits des Femmes (AIDF) en 1992.

## Biographie
Constance Yaï est née le 9 décembre 1955 à Abidjan, au sein d’une famille progressiste qui élève les filles et les garçons dans une égalité de traitement. Sa grand-mère maternelle était une exciseuse reconnue dans tout l’ouest de la Côte d’Ivoire.

### Parcours professionnel
Constance Yaï est professeure spécialisée en rééducation des troubles du langage. Elle intervient également en tant que consultante internationale sur les questions de parité. Elle succède à Agnès Monnet à la présidence de l’Agence Ivoirienne de Coopération Francophone (AICF), poste qu’elle quitte en 2012. 

### Parcours politique
Constance Yaï exerce les fonctions de ministre de la solidarité et de la promotion des droits de la femme de janvier à octobre 2000, durant la période de transition militaire.

## Engagement
Caractérisée par sa constance dans le combat contre les traditions qui nuisent aux filles et aux femmes, elle fonde en 1992 l’Association Ivoirienne pour les Droits des Femmes (AIDF), l’une des premières organisations féministes du pays. L’AIDF œuvre pour l’égalité entre les sexes, milite pour l’application effective des lois en faveur des femmes et mène des actions de sensibilisation sur la situation spécifique des jeunes filles, tant en milieu urbain que rural. Grâce à son engagement, elle a également contribué à la création du Comité National de Lutte contre les Pratiques Traditionnelles Néfastes (CNLP).
Entre 1992 et 2000, l’association parvient à faire adopter par le Parlement ivoirien une loi sanctionnant les violences faites aux femmes, notamment le harcèlement sexuel, le mariage forcé et les mutilations génitales féminines (MGF). Cette avancée législative découle d’une campagne menée entre 1996 et 1997 à l’initiative de Constance Yaï, en faveur de la libération de Fanta Kéïta, une jeune fille de 13 ans, emprisonnée pour avoir tué l’homme auquel elle avait été contrainte de se marier. Fanta Kéïta sera finalement libérée après 11 mois de détention.

## Publication
- 2014 : Les traditions-prétextes, le statut de la femme à l’épreuve du culturel, JD Editions, 151p. , (ISBN: 979-1-091-83216-8)[6],[7]

## Reconnaissance
Le 30 novembre 2022, la Ligue Ivoirienne des Droits des Femmes (LIDF) a inauguré sa toute première bibliothèque, nommée « Bibliothèque Constance Yaï », au sein de l’École Primaire Publique Rail 4, située dans la commune d’Abobo.